# Central Eléctrica de Mazarredo

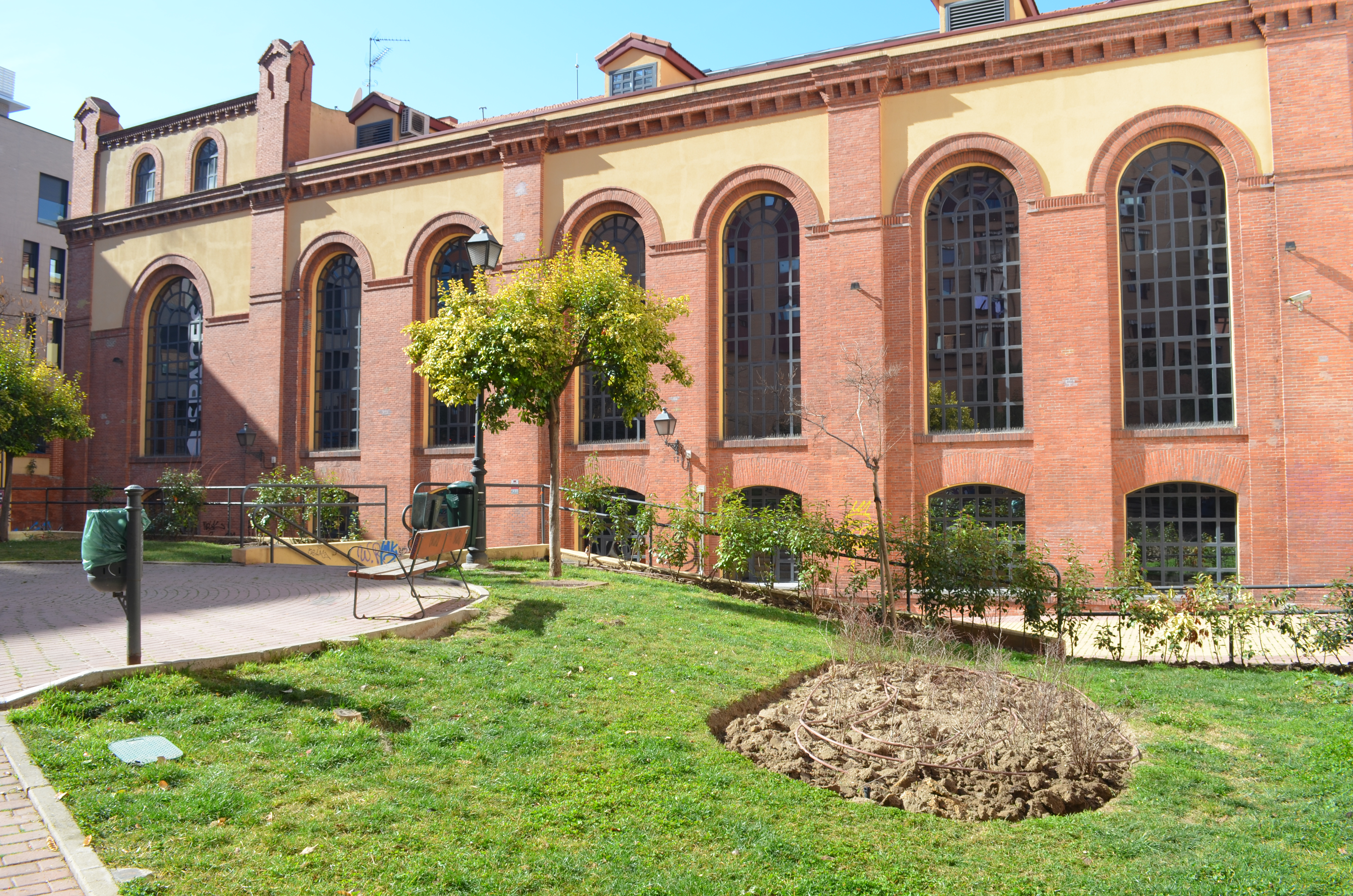
Central de Mazarredo

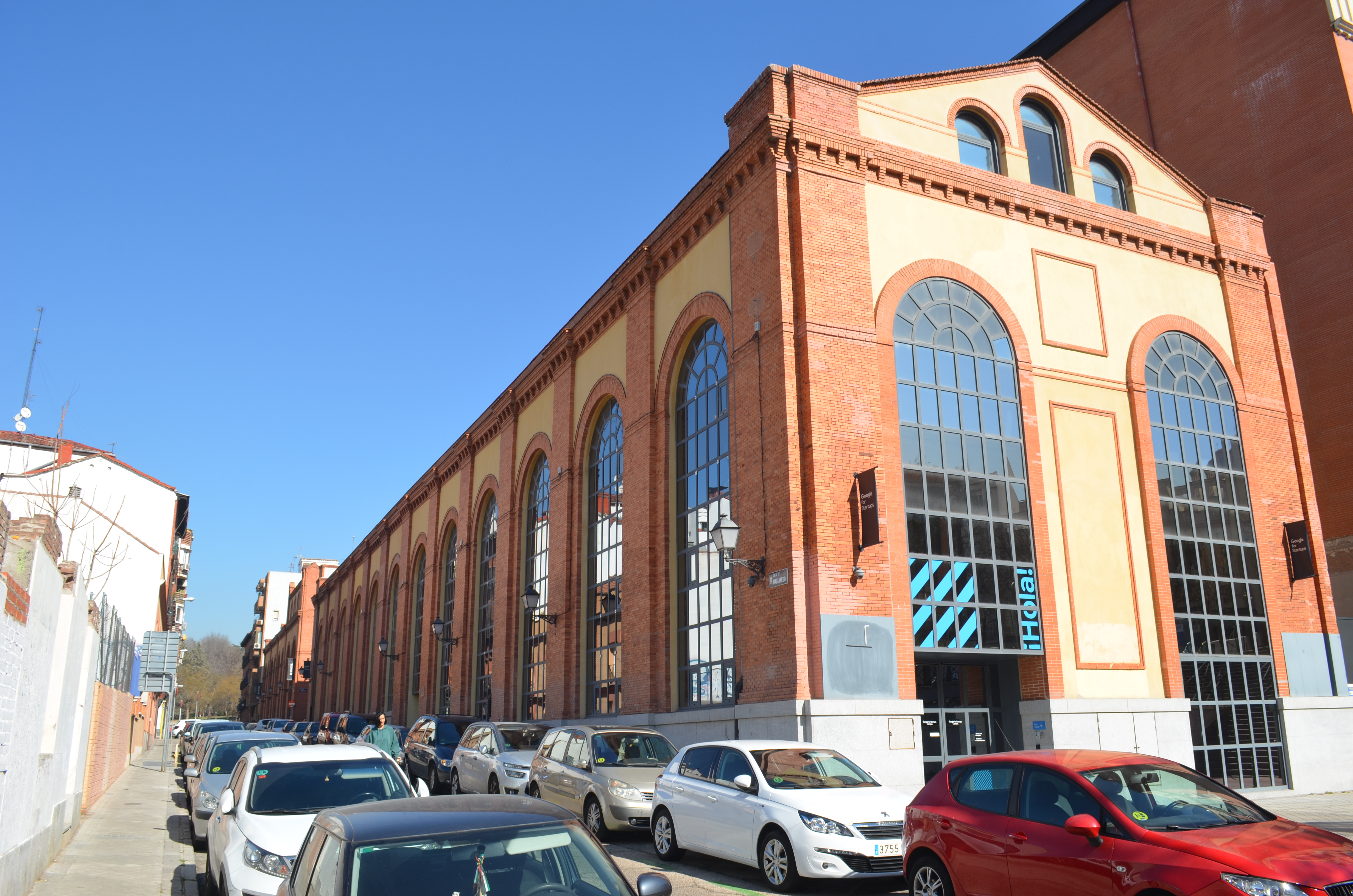
Uno de los edificios de la antigua central

La antigua Central Eléctrica de Mazarredo fue una planta de energía situada en Madrid (España), cuyas instalaciones alojan hoy el Campus de Google.

## Historia
De las catorce centrales térmicas para la producción de electricidad que hubo en el casco urbano de Madrid, sólo se conservan restos de dos: la antigua Central Eléctrica del Mediodía y esta. Se instala en esta zona de Madrid, cerca del palacio Real, en el siglo XIX, siendo los edificios actuales fruto de las ampliaciones llevadas a cabo en 1896 y 1934. La planta original, que funcionaba con carbón, contaba con las naves de producción, oficinas, comedores y chimeneas de ladrillo visto, la cual no se conserva actualmente. En 1892, en la antigua central, Isaac Peral instaló la primera fábrica de acumuladores de energía eléctrica de España.
Las dos naves conservadas son una excelente muestra de arquitectura industrial y arte neomudéjar característico de Madrid, aunque deja ver los primeros síntomas de racionalismo. En 1998 es restaurada para ser adaptada como oficinas. Finalmente en 2014 es adquirida y restaurada para Google, que instala aquí su campus tecnológico.